# Да Силва, Клеонезио Карлос
Клеонезио Карлос Да Силва (порт.-браз. Cleonésio Carlos da Silva; род. 12 апреля 1976, Ибирите, Минас-Жерайс, Бразилия) — бразильский футболист.

## Карьера
В 1994 году попал в заявку клуба «Португеза Деспортос», однако матчей за клуб не провёл. С 1995 по 1997 годы выступал за «Крузейро», с которым выиграл Кубок Бразилии и Лигу Минейро. В 1998 году вернулся в «Португеза Деспортос». Далее играл за Коритибу и «Гояс». 13 января 2003 года подписал трёхлетний контракт с российским клубом «Сатурн-REN TV», хотя интерес к игроку проявляла португальская «Бенфика». Дебютировал в чемпионате России 15 марта в выездном матче 1-го тура против «Зенита». Проведя сезон в России, через год покинул Европу и вернулся в Бразилию, перейдя в «Жувентуде».